# Kerguelenspidsand
Kerguelenspidsand (latin: Anas eatoni) er en andefugl, der lever på Crozetøerne og i Kerguelen-øgruppen beliggende i den sydlige del af det Indiske Ocean.